# Paraceras flabellum
Paraceras flabellum är en loppart. Paraceras flabellum ingår i släktet Paraceras och familjen fågelloppor. Utöver nominatformen finns också underarten P. f. sinensis.